# Peritrichia ypsilon
Peritrichia ypsilon är en skalbaggsart som beskrevs av Schein 1959. Peritrichia ypsilon ingår i släktet Peritrichia och familjen Melolonthidae. Inga underarter finns listade i Catalogue of Life.